# Asclepíades Mendes
Asclepíades (en grec antic Ἀσκληπιάδης) fou un religiós egipci que segons La Suda posseïa un profund coneixement de la teologia egípcia i va escriure alguns himnes sobre els déus nadius.
Va escriure també altres llibres: un sobre l'entesa entre les religions, que Suetoni anomena Θεολογούμενα i en cita un fragment. Un altre sobre la història d'Egipte que menciona Ateneu de Nàucratis. i un tercer sobre Ogiges. Suetoni l'anomena Asclepíades Mendes, cosa que indicaria que era nascut a Mendes d'Egipte.